# Содражиця (община)
Община Содражиця (словен. Občina Sodražica) — одна з общин Словенії. Адміністративним центром є місто Содражиця.

## Населення
У 2011 році в общині проживало 2164 осіб, 1118 чоловіків і 1046 жінок. Чисельність економічно активного населення (за місцем проживання), 844 осіб. Середня щомісячна чиста заробітна плата одного працівника (EUR), 902,18 (в середньому по Словенії 987.39). Приблизно кожен другий житель у громаді має автомобіль (52 автомобілів на 100 жителів). Середній вік жителів склав 41,9 роки (в середньому по Словенії 41.8). 